# 駐日中華民国大使
駐日中華民国大使（ちゅうにちちゅうかみんこくたいし）とは、中華民国政府が派遣した日本に駐在する特命全権大使である。汪兆銘政権時代の1940年（昭和15年）から1945年（昭和20年）にかけて、および日華両国を含む49ヶ国が署名したサンフランシスコ講和条約が発効した1952年（昭和27年）から日中国交正常化と引き換えに日華断交（日台断交）が為された1972年（昭和47年）にかけて、両国はお互いに特命全権大使を駐在させていた。
1972年（昭和47年）に日本と中華民国の正式な外交関係が断絶したことに伴って、両国間の大使交換も停止された。その翌年に当たる1973年（昭和48年）から1992年（平成4年）にかけては亜東関係協会東京弁事処代表が、1992年（平成4年）以降は同弁事処の後継組織たる台北駐日経済文化代表処代表が中華民国政府の駐日全権代表を務めている。俗称として駐日台湾大使と呼ばれることもある。
2012年からは特命全権大使と呼ばれている。

## 在大日本帝国中華民国公使
| 氏名   | 任命          | 着任   | 免職          | 退任          | 階級         |
| ------ | ------------- | ------ | ------------- | ------------- | ------------ |
| 汪大燮 | 1912年        |        |               | 1913年        | 特命全権公使 |
| 馬廷亮 |               | 1913年 |               | 1913年        |              |
| 陸宗輿 | 1913年12月9日 |        | 1916年6月30日 |               | 特命全権公使 |
| 劉崇杰 |               | 1916年 |               | 1916年        |              |
| 章宗祥 | 1916年6月30日 |        | 1919年6月10日 |               | 特命全権公使 |
| 劉鏡人 | 1919年9月3日  |        | 1920年9月10日 |               | 特命全権公使 |
| 莊景珂 |               | 1919年 |               | 1920年        |              |
| 胡惟德 | 1920年9月10日 |        | 1922年6月2日  |               | 特命全権公使 |
| 王鴻年 |               | 1920年 |               | 1920年        |              |
| 汪榮寶 | 1922年6月2日  |        | 1931年8月6日  |               | 特命全権公使 |
| 施履本 |               | 1922年 |               | 1923年1月19日 |              |
| 張元節 |               | 1925年 |               | 1926年        |              |
| 蔣作賓 | 1931年8月11日 |        | 1935年5月17日 |               | 特命全権公使 |

## 在大日本帝国中華民国大使

### 在大日本帝国中華民国大使
| 氏名   | 任命          | 着任          | 免職         | 退任          | 階級         |
| ------ | ------------- | ------------- | ------------ | ------------- | ------------ |
| 蔣作賓 | 1935年5月17日 | 1935年5月17日 | 1936年2月8日 |               | 特命全権大使 |
| 許世英 | 1936年2月8日  |               |              | 1938年1月20日 | 特命全権大使 |

### 在大日本帝国中華民国(汪兆銘政権)大使
| 氏名   | 任命           | 免職          | 階級         |
| ------ | -------------- | ------------- | ------------ |
| 褚民誼 | 1940年12月22日 |               | 特命全権大使 |
| 徐良   | 1941年10月2日  |               | 特命全権大使 |
| 蔡培   | 1943年3月31日  |               | 特命全権大使 |
| 廉隅   |                | 1945年5月23日 | 特命全権大使 |

## 在日本国中華民国大使
| 代数 | 氏名   | 任命   | 退任   | 階級         |
| ---- | ------ | ------ | ------ | ------------ |
| 1    | 董顕光 | 1952年 | 1956年 | 特命全権大使 |
| 2    | 沈覲鼎 | 1956年 | 1959年 | 特命全権大使 |
| 3    | 張厲生 | 1959年 | 1963年 | 特命全権大使 |
| 4    | 魏道明 | 1964年 | 1966年 | 特命全権大使 |
| 5    | 陳之邁 | 1966年 | 1969年 | 特命全権大使 |
| 6    | 彭孟緝 | 1969年 | 1972年 | 特命全権大使 |

日本と中華民国が1972年（昭和47年）に国交を断絶した後、両国の非公式な外交窓口として中華民国が東京に亜東関係協会を、それに対応する機関として日本が台北に財団法人交流協会を設立した。翌1973年（昭和48年）に双方に在外事務所が設置され、以後大使館の役割を果たしている。亜東関係協会東京弁事処は1992年（平成4年）に台北駐日経済文化代表処と改称されている。
台北駐日経済文化代表処の代表が、事実上の駐日中華民国大使（在日本中華民国大使）となっている。

## 日華断交期の歴代駐日全権代表

### 駐日代表 (1973年－)
- 馬樹礼［zh］（初代、1973年－1985年2月）
  - 中国国民党中央委員。退任後、国民党秘書長、総統府資政（中国語版）（上級顧問）、亜東関係協会会長を歴任。2006年死去。
- 毛松年（1985年3月－1985年12月）
  - 元行政院僑務委員会委員長、総統府国策顧問（中国語版）。
- 馬紀壯［zh］（1985年12月－1990年1月）
  - 元国防部副部長、総統府秘書長。退任後、総統府資政。1998年死去。
- 蔣孝武［zh］（1990年1月－1991年5月）
  - 総統蔣経国の次男。1991年死去。
- 許水徳［zh］（1991年6月－1993年4月）
  - 元高雄市長、台北市長、国民党秘書長、内政部長。退任後、考試院長、亜東関係協会会長を歴任。
- 林金莖（1993年4月－1996年5月）
  - 日華断交時、在日大使館政務参事官。退任後、亜東関係協会会長。2003年死去。
- 荘銘耀［zh］（1996年5月－2000年5月）
  - 元海軍総司令（本省人初）、総統府国策顧問。退任後、国家安全会議秘書長、亜東関係協会会長を歴任。2002年死去。
- 羅福全［zh］（2000年5月－2004年7月）
  - 元国際連合大学高等研究所（UNU-IAS）副所長。退任後、亜東関係協会会長。
- 許世楷（2004年7月－2008年6月）
  - 津田塾大学名誉教授、元台湾建国党主席。
- 馮寄台（2008年9月－2012年5月）
  - 元ドミニカ共和国大使。
- 沈斯淳（2012年5月－2016年6月）
  - 元駐カナダ副代表、駐チェコ代表、外交部主任秘書、外交部常務次長。
- 謝長廷（2016年6月[2]－2024年8月）
  - 元行政院長、高雄市長、民進党主席。
- 李逸洋（2024年9月－）
  - 元考試院副院長、内政部長。